# Medinilla (miasto)
Medinilla – gmina w Hiszpanii, w prowincji Ávila, w Kastylii i León, o powierzchni 22,88 km². W 2011 roku gmina liczyła 133 mieszkańców.